# Satoshi Omura
Satoshi Ōmura (大村 智, Ōmura Satoshi, Nirasaki, Yamanashi, 12 de juliol de 1935) és un bioquímic japonès conegut per la descoberta i desenvolupament de diversos medicaments en microorganismes. El 2015, li va ser atorgat el premi Nobel de Fisiologia o Medicina conjuntament amb William C. Campbell i Tu Youyou.
Omura es va graduar a la Universitat de Yamanashi. Va rebre el seu Master Scientist i un Ph.D. en Química a la Universitat de Ciències de Tòquio i el un Ph.D. en Ciències Farmacèutiques a la Universitat de Tòquio.
Satoshi Omura és professor emèrit a la Universitat de Kitasato i professor Max Tishler de Química a la Universitat de Wesleyan. És conegut pel descobriment i desenvolupament de diversos productes farmacèutics que es produeixen originalment en microorganismes. Va ser guardonat amb el Premi Nobel 2015 de Fisiologia o Medicina en col·laboració amb William C. Campbell i Tu Youyou pels descobriments relatius a una nova teràpia contra les infeccions causades per cucs paràsits. Més concretament, el seu grup d'investigació va aïllar una soca de Streptomyces avermitilis que produeix el compost anti-parasitari d'avermectina. Campbell més tard va adquirir aquests bacteris i va desenvolupar la droga derivada ivermectina que avui és utilitzada contra l'oncocercosi, la filariosi limfàtica i altres infeccions parasitàries.

## Premis

### Científic i acadèmic
- 1985 - Premi Hoechst-Roussel[2]
- 1986 - Premi The Pharmaceutical Society of Japan[2]
- 1988 - Premi Uehara[2]
- 1990 - Premi de la Japan Academy Prize (academics)[2]
- 1995 - Premi Fujiwara[2]
- 1997 - Medalla Robert Koch Gold[3]
- 1998 - Premi Prince Mahidol[2]
- 2000 - Premi Nakanishi (Societat Química Americana and Chemical Society of Japan)[2]
- 2005 - Premi Ernest Guenther a la Chemistry of Natural Products (American Chemical Society)[2]
- 2007 - Premi Hamao Umezawa Memorial[2]
- 2010 - Tetrahedron Prize for Creativity in Organic Chemistry[2]
- 2011 - Premi Arima[2]
- 2014 - Gairdner Global Health Award[4]
- 2015 - Premi Nobel de Medicina o Fisiologia

### Nacional
- 1992 - Medal with Purple Ribbon[2]
- 2011 - Orde del Tresor Sagrat, estrella d'or i plata[5]
- 2012 - Person of Cultural Merit[2]

### Membre de diferents societats
- 1992 - Akademie der Wissenschaften[6]
- 1999 - Acadèmia Nacional de Ciències dels Estats Units[7]
- 2001 - Acadèmia del Japó[8]
- 2002 - Acadèmia Francesa de les Ciències[9]

- 2008 - Cavaller de la Legió d'Honor de França